# Cotana
Cotana é um gênero de mariposa pertencente à família Eupterotidae.

## Espécies
- Cotana affinis Rothschild, 1917
- Cotana albaserrati (Bethune-Baker, 1910)
- Cotana albomaculata Bethune-Baker, 1904
- Cotana aroa Bethune-Baker, 1904
- Cotana bakeri Joicey & Talbot, 1917
- Cotana biagi Bethune-Baker, 1908
- Cotana bisecta Rothschild, 1917
- Cotana brunnescens Rothschild, 1917
- Cotana castaneorufa Rothschild, 1917
- Cotana dubia Bethune-Baker, 1904
- Cotana eichhorni Rothschild, 1932
- Cotana erectilinea Bethune-Baker, 1910
- Cotana germana Rothschild, 1917
- Cotana joiceyi Rothschild, 1917
- Cotana kebeae Bethune-Baker, 1904
- Cotana lunulata Bethune-Baker, 1904
- Cotana meeki Rothschild, 1917
- Cotana neurina Turner, 1922
- Cotana pallidipascia Rothschild, 1917
- Cotana postpallida (Rothschild, 1917)
- Cotana rosselliana Rothschild, 1917
- Cotana rubrescens Walker, 1865
- Cotana serranotata (T.P. Lucas, 1894)
- Cotana splendida Rothschild, 1932
- Cotana tenebricosa Hering, 1931
- Cotana unistrigata Bethune-Baker, 1904
- Cotana variegata Rothschild, 1917